# Lars Christensentoppen
Lars Christensentoppen – wulkan na Wyspie Piotra I. Jest to najwyższy szczyt Wyspy Piotra I, terytorium, do którego rości sobie prawa Norwegia.
Jest to duży, wygasły wulkan tarczowy. Nie ma dowodów, żeby był aktywny w holocenie, chociaż morfologia wulkanu wskazuje, że jest geologicznie młody. Próbki skał wylewnych o oznaczonym wieku powstały w przedziale od 0,35 do 0,1 miliona lat temu (plejstocen). U szczytu wulkanu znajduje się kolisty krater o średnicy 100 m.